# Hanoun

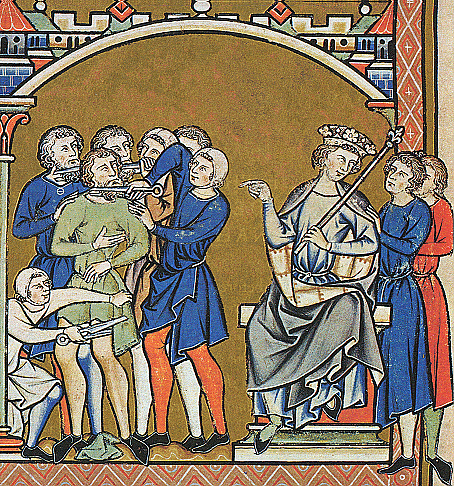
Illustration issue de la Bible de Maciejowski représentant Hanoun humiliant les ambassadeurs envoyés par David.

Ḥanoun (ḥnwn pour het-nun-vav-nun, composé en hébreu חנון avec un nun final long ן) dérive de la racine trilitère sémitique Ḥ-N-N, elle-même dérivée de la racine bilitère Ḥ-N.
La racine bilitère ḥn se retrouve par exemple en Genèse 6,8, à propos de Noé, dans le palindrome racinaire : נֹחַ (n-ḥ) = Noé (le repos, la tranquillité) qui est mis en miroir avec חֵן (ḥ-n) = grâce, faveur. La structure syntaxique de ce verset inverse exactement les deux consonnes racinaires : Noé (נח) ↔ grâce (חן). Ce qui constitue un cas rare de chiasme racinaire bilitère dans lequel l’identité du personnage est reflétée par la qualité qu’il reçoit : « וְנֹחַ מָצָא חֵן בְּעֵינֵי יְהוָה », translitéré « Wə-nōaḥ māṣā ḥēn bə-ʿênê YHWH », que l'on traduit par : « Et Noé trouva grâce aux yeux de YHWH ».
La racine trilitère ḥnn a donc pour sens primaire hébraïque « grâce ». La racine trilitère ḥnn est à l'origine de mots et de noms propres dans les langues sémitiques voisines que sont le phénicien, l'ougaritique, le cananéen, l'hébreu, l'arabe, l'araméen... On la retrouve, dans plusieurs noms théophores yawistes comme Hannah / Anne ou Yehonathan / Jonathan.

## Hanoun(ḥnwn)dans la Bible

### Ḥanoun comme nom propre dans l'Ancien testament

#### Hanoun, roi ammonite
La première attestation biblique du nom propre est le roi Hanun (חָנוּן dans sa cantillation massorétique), personnage biblique qui apparaît dans le Deuxième livre de Samuel en 10,1-5 et dans le Premier livre des Chroniques en  19,1-7.
À la mort de son père, Nahash, Hanoun monta sur le trône des Ammonites. Lorsque le roi David envoya des ambassadeurs afin de communiquer ses condoléances, Hanoun entendit la méfiance des « princes des Ammonites », renversa la politique pro-Davidique de son père et humilia les émissaires, les déshabillant et rasant la moitié de leur barbe. Il s'allie avec le roi syrien Hadadèzer contre Israël, mais fut vaincu et destitué,. Son frère, Shobi, devint roi à sa place, ainsi qu'un vassal loyal de David.
Comme souvent dans le Tanakh, ce narratif pourrait être l'écho du rapport pétri d'affinités tout autant que de rivalités qu'entretenait Israël avec ses voisins qui, eux aussi, avaient adopté YHWH dans leur panthéon divin. Analysant les liens entre le royaume davidique et Moab, Ammon, Edom, Tyr et les Philistins, Nissim Amzallag observe que :  

« Ammon est fréquemment associé à Moab dans la Bible, où les deux peuples sont appelés « les fils de Lot » (Deutéronome 2:9, 2:19 ; Psaume 83:9). Même Kemosh, la divinité tutélaire de Moab, est parfois identifié comme le dieu d'Ammon (par ex. Juges 11:24). Ces homologies suggèrent que l'engagement de YHWH envers Moab s'étendait probablement aussi à Ammon. Les parallèles entre la complainte sur Moab (Jérémie 48) et celle sur Ammon (Jérémie 49:1–6) soutiennent cette hypothèse. Le sort similaire de Kemosh en Jérémie 48:7b (« Kemosh partira en exil avec ses prêtres et ses dignitaires ») et de Milkom en Jérémie 49:3b (« Car Milkom ira en exil avec ses prêtres et ses dignitaires ») coïncident.
Le prestige de YHWH à Ammon est confirmé par l’intégration de cette nation, en Jérémie 9:24–25, aux côtés des Judéens, dans la liste des peuples circoncis. La punition du péché des Ammonites par l’exil (Amos 1:15) confirme cette caractéristique. Encore plus significatif est la promesse faite par YHWH de ramener les Ammonites de captivité dans l’avenir (Jérémie 49:6), ce qui révèle l’engagement divin envers cette nation.
Le fait que YHWH ait été reconnu comme autorité suprême par les Ammonites peut être déduit de la querelle au sujet de la légitimité de la conquête israélite du territoire de Hesbon, rapportée dans le livre des Juges. Jephthé répondit à l’appel à restituer cette terre aux Moabites en invitant les voisins d’Israël à un « procès par la guerre » censé révéler la position de YHWH dans ce conflit : « Je ne t’ai point offensé, et toi, tu me fais tort en me déclarant la guerre. Que YHWH, le juge, décide aujourd’hui entre les Israélites et les Ammonites » (Juges 11:27). Ce verset suggère que les Israélites ne considéraient pas YHWH uniquement comme leur dieu tutélaire, mais aussi comme juge et autorité suprême en ce qui concerne les conflits au sein de l’alliance fraternelle, à laquelle Ammon était lié. »

#### Dans le Livre de Néhémie
Le Livre de Néhémie s'inscrit dans le contexte du retour de l'exil à Babylone de l'élite de Jérusalem. Ce texte met particulièrement l'accent sur la notion de grâce dans le contexte de la restauration de Jérusalem et tout particulièrement de son mur. On y trouve deux fois ḥnwn comme adjectif laudatif de YHWH (Néhémie 9:17 et 9:31). 
On y trouve également deux fois Ḥnwn comme nom propre. La première fois avec un Hanoun, chef du district de la ville de Zanoah (זָנוֹחַ). Zanoah se situe dans le territoire du royaume de Juda, à l’époque monarchique comme à l’époque post-exilique, et relève de la sphère yahwiste. Zanoah est généralement identifiée avec Khirbet Zanuha (ח'רבת זנוח), au sud-ouest de Jérusalem, dans la Shéphélah (basses-terres de Juda). Elle est mentionnée dans Josué 15:34 comme faisant partie du lot de Juda : « Zanoah, En-Gannim, Tappuah, Enam… » 
Le Livre de Néhémie 3:13 précise : « La porte de la vallée fut réparée par Hanun et les habitants de Zanoah ; ils la bâtirent, posèrent ses battants, ses verrous et ses barres, et firent mille coudées de mur jusqu'à la porte du fumier. 
Un second Hanoun, sixième fils de Çalaf, aide également la reconstruction du mur.

### Ḥanoun comme adjectif divin

#### Occurrences deḥnwn
Ḥnwn (חַנּוּן dans sa cantillation massorétique) apparaît treize fois dans l'Ancien Testament (Tanakh) comme adjectif : Exode 22,27 ; Exode 34,6 ; Deuxième livre des Chroniques 30,9 ; Néhémie 9,17 ; Néhémie 9,31 ; Psaume 86,15 ; Psaume 103,8 ; Psaume 111,4 ; Psaume 112,4 ; Psaume 116,:5 ; Psaume 145,8 ; Joël 2,13 ; Jonas 4,2.

#### Translitération romanisée deḥnwn
L'adjectif ḥnwn étant constitué de deux nun, on relève une translitération avec une graphie exacte en «ḥannoun» de l'adjectif חַנּוּן dans le Tehilim 111 (psaume 110), verset 4b, à la page 1 de l'ouvrage Chrestomathie hébraïque de Jean-Baptiste Glaire, professeur à l'École des langues orientales au XIXe siècle, publié à Paris par l'imprimeur Eberhart en 1834. Ainsi, la translitération de Glaire donne : « hannoun verahoum Yehôvâ ». 

#### Un attribut réservé à YHWH
L'adjectif ḥnwn (חַנּוּן) est exclusivement associé à YHWH. Il est le quatrième des treize attributs de la miséricorde ou Shelosh-'Esreh Middot HaRakhamim (translitération de l'hébreu : שָׁלוֹשׁ עֶשְׂרֵה מִידוֹת הרַחֲמִים) énumérés dans le livre de l'Exode (Ex 34,6-7).Selon le judaïsme, ce sont les treize attributs divins selon lesquels est régi le monde.

#### Traduction deḥnwn
L'adjectif ḥanoun est communément traduit par « gracieux » en hébreu biblique.
La classification Strong de l'hébreux biblique référence au numéro H2587 l'adjectif hannoun / חַנּוּן et donne en équivalence de la traduction de la Bible dite « King James Version » (ou KJV), toujours en usage dans le culte anglican : « The LORD is gracious (H2587) and full of compassion. » Traduction qui se fonde sur l'hébreu biblique du Tanakh massorétique comme l'a souhaité le roi Jacques d'Angleterre au XVIIe siècle, initiateur de cette entreprise.
Le sens de ḥnwn a dérivé vers « miséricordieux » dans la Vulgate, la traduction latine de la Bible. Ainsi, par exemple, le Psaume 112 (111), verset 4 : le texte originel donne « זָרַח בַּחֹשֶׁךְ אוֹר, לַיְשָׁרִים; חַנּוּן וְרַחוּם וְצַדִּיק. », mais est rendu dans la traduction latine par « Exortum est in tenebris lumen rectis: misericors, et miserator, et justus » , finalement traduit en français par : « La lumière se lève dans les ténèbres pour les hommes droits, pour celui qui est miséricordieux, compatissant et juste. »
En langue française, la traduction d'André Chouraqui est sans doute celle qui est la plus proche du sens hébraïque : « Il mémorise ses merveilles, graciant, matriciel, IHVH-Adonaï ! ».

## Autres attestations onomastiques significatives de Ḥnwn

### Épigraphie

#### Ossuaire de Ḥanoun bar Yehoni
L’ouvrage Corpus Inscriptionum Iudaeae/Palestinae - Volume IV: Iudaea/Idumaea - Part 1: 2646-3324 recense une inscription funéraire sur un ossuaire avec le nom du défunt et celui de son père, Hanoun bar Yehoni : חנון בר יהוני. La datation est incertaine, entre le Ier siècle avant notre ère et le IIe siècle. La découverte a été faite lieu à Gezer (גזר) en Judée. Gezer peut être identifiée à Tel Guezer (Tell el-Jezer ou Abu Shusheh), à mi-chemin sur la route reliant Jérusalem à Jaffa. La zone géographique de la découverte correspond à l’aire davidique du royaume de Juda.

« 2777. Ossuaire araméen de Hanun fils de Yehoni, 1er siècle av. J.-C. – 2e siècle ap. J.-C. ( ?)
Tranlitération : hnwn br yhwny
Hanun fils de Yehoni
Commentaire : si la présente inscription a été transcrite intégralement et avec précision par Macalister, alors l'occupant de l’ossuaire et son père portaient des noms basés sur חנן hnn « être gracieux », dont Hanan, Y(eh)ohanan et Hananiya sont des exemples plus courants.
Cf. un ostracon de Massada, Massada I n° 421. Le nom du père se retrouve également sur un ossuaire de Dominus Flevit à Jérusalem, voir CIIP I 173.
Photo : Macalister, Gezer, 1 347 fig. 178,2 (dr.). »

#### Ostracon de Massada
Ḥanoun (חנון) figure sur un ostracon retrouvé à Massada, inscrit « fils de Hanoun » (בר חנון), en haut d'une liste de noms rédigée par les défenseur de la forteresse, partisans des hasmonéens et des zélotes ou sicaires, avant qu'elle ne tombe aux mains des légions romaines en 73 ap. J.-C. Cet ostracon, identifié « Massada I, no 421 », a été publié en 1989. Il a été daté entre 66 et 73 ap. J.-C. . En 66, au début de la Grande Révolte contre les Romains, des rebelles juifs prirent Massada à la garnison romaine. En 70, ils furent rejoints par des Juifs et leurs familles expulsés de Jérusalem après que la ville a été détruite par les Romains. En 72, un légat, le général commandant l’armée romaine de Judée, Lucius Flavius Silva, marcha sur Massada. Une rampe fut achevée au printemps 73, permettant aux Romains d’enfoncer la muraille. Quand les légionnaires pénétrèrent dans la forteresse le 16 avril, ils découvrirent que les défenseurs s’étaient donnés la mort plutôt que de subir une défaite certaine et d’être exécutés ou réduits en esclavage.